# Benjamin Samuel Williams
Pour les articles homonymes, voir Williams.
Benjamin Samuel Williams (1822, 1890) est un horticulteur anglais. Il est notamment l'un des auteurs de The Orchid Album.